# 波达拉
波达拉（Podara），是印度西孟加拉邦Haora县的一个城镇。总人口16806（2001年）。

## 人口
该地2001年总人口16806人，其中男性8836人，女性7970人；0—6岁人口1790人，其中男968人，女822人；识字率77.53%，其中男性为81.21%，女性为73.44%。